# Mandali
Mandali (arabisch مندلي, kurdisch Mendelî) ist eine irakische Stadt in der Provinz Diyala, nahe an der iranischen Grenze. Die Bevölkerung beträgt schätzungsweise 5.800 Einwohner. Die Stadt liegt ca. 120 km nordöstlich von Bagdad zwischen Chanaqin und Badrah.

## Geschichte
Unter dem osmanischen Gouverneur Midhat Pascha begann 1869–1872 in Mandali der Erdölabbau.
Während der systematischen Arabisierungspolitik des irakischen Regimes wurden viele Kurden vertrieben und Araber in der Stadt angesiedelt. Die Kurden wurden in den Süden des Iraks umgesiedelt oder sind in den kurdisch kontrollierten Norden geflohen.
Die Stadt erlangte im Ersten Golfkrieg militärhistorische Bedeutung, als iranische Truppen im April 1983 versuchten, die irakische Frontlinie bei Mandali zu durchbrechen, um nach Bagdad zu gelangen. Trotz der Taktik der Menschenwellen, bei denen Tausende schlecht bewaffneter iranischer Soldaten ohne Deckung auf die Front zustürmten, scheiterte die iranische Offensive am erbitterten Widerstand der besser ausgerüsteten irakischen Armee, die Artillerie und Luftwaffe einsetzte. Allein bei den Kämpfen um Mandali sollen etwa 100.000 Iraner und 50.000 Iraker ihr Leben verloren haben. Die Mandali-Offensive war einer der letzten großen Durchbruchsversuche im Ersten Golfkrieg. Nach dem Scheitern der iranischen Pläne stabilisierte sich die Front und veränderte sich bis zum Waffenstillstand 1988 nur noch unwesentlich.